# Государственная комиссия Российской Федерации по испытанию и охране селекционных достижений
Федеральное государственное бюджетное учреждение Государственная комиссия Российской Федерации по испытанию и охране селекционных достижений, или ФГБУ «Госсорткомиссия», — участвует в исполнении действий по охране и использованию селекционных достижений, обеспечивает эффективное функционирование единой государственной службы по испытанию и охране селекционных достижений и руководство научно-методической и организационно-хозяйственной деятельностью находящихся в её ведении филиалов.

## Деятельность
ФГБУ «Госсорткомиссия» принимает заявки на выдачу патента и на допуск сорта к использованию, проводит по ним экспертизу и испытания, ведёт Государственный реестр охраняемых селекционных достижений и Государственный реестр селекционных достижений, выдаёт патенты РФ и авторские свидетельства РФ, регистрирует лицензии на действия с семенами охраняемых сортов, публикует официальные сведения, касающиеся охраны и использования сортов в Официальном бюллетене, издаёт правила и разъяснения по применению законов. В своем составе имеет 78 филиалов по всей стране.

## Государственное испытание сортов

### История
Под руководством В. В. Пашкевича в 1928 году было проведено породно-сортовое районирование. Им в работе «Области и районы плодоводства в СССР» были указаны границы распространения видов и сортов плодовых деревьев. При этом учитывался климат, средняя месячная и годовая температура, а также годовая и месячная сумма осадков.
В 1937 г. П. Г. Шитт впервые изложил научные основы размещения плодоводства и предложил учитывать при этом морозостойкость, имеющую решающее значение в размещении плодовых культур.
Создание крупных промышленных садов в России после Великой Отечественной войны вызвало необходимость улучшения сортимента плодовых и ягодных культур. Для интенсивного ведения садоводства нужны высококачественные, скороплодные и урожайные сорта, приспособленные к экологическим условиям каждого региона. Для правильного размещения плодовых и ягодных культур и сортов по зонам, благоприятным для их возделывания, и для всесторонней и объективной оценки новых сортов в сравнении с лучшими местными сортами была создана широкая сеть государственных участков сортоиспытания.
В 1948 году Совет Министров РСФСР издал постановление о создании «Госкомиссии по сортоиспытанию плодово-ягодных культур, винограда и цветочно-декоративных растений». В РСФСР в шестидесяти областях было создано более сто двадцати Госсортоучастков, на восьми из них имелись лаборатории по химико-технологической оценке новых сортов плодовых и ягодных культур. И в 1949 г. в средней полосе России были заложены сортоучастки по испытанию сортов плодовых и ягодных культур.
В 1958 году было пересмотрено сортовое районирование плодовых и ягодных культур. Районирование сортимента было проведено по 65 областям, краям и автономным республикам РСФСР.
В 1958 году госсортоиспытание проводилось по 13 плодовым и ягодным культурам — 1052 сорта, в том числе: по семечковым культурам — 492, по косточковым культурам — 303 и по ягодным — 257. 43 % составили новые сорта.
С 1960-го по 1984 г. новые сорта были размещены на 22 сортоучастках. В 1981 г. государственное сортоиспытание проводилось уже на 131 сортоучастке. Объединяли сортоучастки 16 инспектур, и возглавляли их опытные специалисты. На Госсортоучастках находилось в изучении 4789 сортов. Первые результаты сортоиспытания были использованы в 1965 году при уточнении районирования. Благодаря хорошо распланированной системе сортоучастков в различных регионах возделывания плодовых и ягодных культур и на основании многолетних наблюдений по строго разработанной методике сортоиспытания много высокопродуктивных, адаптивных сортов были введены в производство. Тесная связь Госкомиссии, сортоиспытательных участков с селекционерами всех научно-исследовательских учреждений способствовала повышению уровня селекционного процесса. К 1968 году в 78 научно-исследовательских учреждениях по плодоводству создано свыше 3 тысяч сортов.
Конкурсное сортоиспытание многолетних культур в 1989 г. проводилось на 128 Госсортоучастках и лабораториях на площади 3445 га. В испытании находилось 6040 сортов и подвоев по 28 плодовым и ягодным и 30 цветочно-декоративным культурам.
В 1993 г. принят закон Российской Федерации «О селекционных достижениях», на основе которого регулируются отношения между создателем и пользователем достижений селекции. С 1955 года Россия является членом Международного Союза по защите новых сортов растений (УПОВ) и обязана вести испытания сортов, их описание при испытании по методике этого союза.
Яблоня испытывается в 59 областях, груша — в 40, айва — в 5, вишня — в 42, слива — в 36, алыча — в 11, черешня — в 11, персик — в 12, абрикос — в 11, смородина чёрная — в 55, смородина красная — в 42, крыжовник — в 44, малина — в 53, земляника — в 57, орех грецкий — в 3, фундук — в 5, облепиха — в 42, жимолость — в 38, калина обыкновенная — в 15, рябина обыкновенная — в 9, шиповник — в 8, черёмуха — в 6, актинидия — в 1, клоновые подвои яблони — в 15, клоновые подвои косточковых культур — в 5.

### Испытания на ООС (однородность, отличимость, стабильность)
По большинству культур продолжительность испытаний сорта составляет два года, испытания проводятся на 1 — 2 точках. Испытания могут проводиться Госкомиссией, другими организациями по договору с Госкомиссией или могут приниматься результаты испытаний от заявителя. Испытания проводятся в соответствии с утверждёнными методиками. Госкомиссия разработала и утвердила методики оценки сортов на отличимость, однородность и стабильность более чем по 200 родам, видам и разновидностям растений и 13 видам животных. При положительных результатах испытаний и экспертиз заявитель получает патент и сорт вносится в Государственный реестр охраняемых селекционных достижений. Срок действия патента — 30 лет с даты регистрации патента в Реестре охраняемых селекционных достижений. По древесным породам и винограду этот срок составляет 35 лет. Вся работа по выдаче патента оплачивается заявителем. Постановлением Правительства Российской Федерации № 735 от 14 сентября 2009 г. было утверждено Положение о патентных пошлинах на селекционные достижения.

### Испытания на хозяйственную полезность
Допуск селекционного достижения к использованию осуществляют на основании оценки хозяйственной полезности методом проведения конкурсных мелкоделяночных испытаний или экспертной оценки. Испытания сортов на хозяйственную полезность в системе государственного сортоиспытания проводят по ведущим сельскохозяйственным культурам. Хозяйственная полезность пород животных, а также сортов отдельных культур, которые имеют ограниченное использование в производстве, устанавливается по экспертной оценке (культуры экспертной оценки) или по данным, представленным заявителем или его доверенными лицами. По сортам малораспространенных культур (как правило, это декоративные культуры) хозяйственную полезность оценивают по данным заявителя, а охраняемые сорта данных культур допускают к использованию без оценки на хозяйственную полезность.
Рекомендации по подбору (районированию) сортов для конкретных почвенно-климатических условий из числа допущенных к использованию в соответствующем регионе готовят и издают по результатам государственных испытаний филиалы Госсорткомиссии республик, краев и областей Российской Федерации.
Испытания на хозяйственную полезность проводятся практически во всех регионах РФ. Испытания культур защищенного грунта проводятся с учетом световых зон.